# Max Niederlag
Max Niederlag (* 5. Mai 1993 in Heidenau) ist ein ehemaliger deutscher Bahnradsportler.

## Sportliche Laufbahn
Max Niederlag startete zunächst für den SSV Heidenau, ab 2011 für den Chemnitzer Polizeisportverein. Von 2011 bis 2012 war er Mitglied des Profi-Bahnradteams Team Erdgas.2012.
2011 wurde Niederlag zweifacher deutscher Juniorenmeister in Sprint und Keirin, im 1000-Meter-Zeitfahren belegte er Platz zwei. Im selben Jahr belegte Niederlag bei den Bahn-Europameisterschaften für den Nachwuchs im portugiesischen Anadia zwei zweite Plätze, im Keirin und im Teamsprint (gemeinsam mit Benjamin König und Pascal Ackermann). Wenige Wochen später wurde er in Moskau gemeinsam mit Ackermann und König Junioren-Weltmeister im Teamsprint. Bei der Qualifikation für den Sprint, wo er den dritten Platz belegte, stellte er dort am 19. August 2011 über 200 Meter mit 9,89 Sekunden einen neuen Junioren-Weltrekord auf.
Bei den UCI-Bahn-Weltmeisterschaften 2014 belegte Max Niederlag im Sprint Rang sechs. Im November 2014 wurde Niederlag „aus disziplinarischen Gründen“ aus dem Aufgebot für den Lauf des Bahnrad-Weltcups in London gestrichen. Damit konnte er sich nicht für die UCI-Bahn-Weltmeisterschaften 2015 qualifizieren, was auch eine mögliche Qualifikation für die Olympischen Spiele 2016 in Rio de Janeiro hätte verhindern können.
Bei den UEC-Bahn-Europameisterschaften der Junioren/U23 2015 in Athen wurde Niederlag gemeinsam mit Maximilian Dörnbach und Richard Aßmus Europameister (U23) im Teamsprint, im Sprint errang er Silber. Bei den Bahn-Europameisterschaften der Elite im selben Jahr gewann er ebenfalls Silber im Sprint. Aufgrund dieser Leistungen wurde er wieder in den Nationalkader aufgenommen.
2016 wurde Max Niederlag für Starts im Sprint und Teamsprint bei den Olympischen Spielen in Rio de Janeiro nominiert. Wegen einer Erkrankung konnte er dort jedoch nicht an Start gehen. Nachdem er bei den UCI-Bahn-Weltmeisterschaften 2017 in Hongkong im Sprintturnier disqualifiziert worden war und erneut krankheitshalber die UEC-Bahn-Europameisterschaften 2017 in Berlin absagen musste, beendete er im November 2017 seine sportliche Laufbahn. Nach diesen Rückschlägen fehle ihm das „Feuer für den Leistungssport“, so Niederlag, der bei der Bundespolizei tätig ist.

## Ehrungen
Max Niederlag wurde mit dem Chemmy als bester Nachwuchssportler 2013 von Chemnitz ausgezeichnet. Am 9. März 2016 wurde er gemeinsam mit Kristina Vogel und Joachim Eilers mit einer Eintragung in das Goldene Buch der Stadt Chemnitz geehrt.

## Erfolge
2011
- Junioren-Weltmeister – Teamsprint (mit Pascal Ackermann und Benjamin König)
- Junioren-Weltmeisterschaft – Sprint
- Junioren-Europameisterschaft – Keirin, Teamsprint (mit Pascal Ackermann und Benjamin König)
- Junioren-Europameisterschaft – Sprint
- Deutscher Junioren-Meister – Keirin, Sprint

2012
- Europameister – Teamsprint (mit Joachim Eilers und Tobias Wächter)
- Europameisterschaft – Sprint
- Deutscher Meister – Teamsprint (mit Stefan Bötticher und Maximilian Levy)

2013
- Bahnrad-Weltcup in Manchester – Teamsprint (mit René Enders und Robert Förstemann)
- Europameister – Teamsprint (mit Erik Balzer und Eric Engler)

2015
- Bahnrad-Weltcup in Cali – Teamsprint (mit Joachim Eilers und René Enders)
- Bahnrad-Weltcup in Cambridge – Teamsprint (mit Joachim Eilers und René Enders)
- Europameisterschaft – Sprint
- Europameisterschaft – Teamsprint (mit Joachim Eilers und Robert Förstemann)
- Europameister (U23) – Keirin, Teamsprint (mit Richard Aßmus und Maximilian Dörnbach)

2017
- Bahnrad-Weltcup in Cali – Teamsprint (mit Robert Förstemann, Eric Engler und Maximilian Dörnbach)